# Остра (Анкона)
Остра (итал. Ostra) насеље је у Италији у округу Анкона, региону Марке.
Према процени из 2011. у насељу је живело 2947 становника. Насеље се налази на надморској висини од 162 м.

## Становништво
Према резултатима пописа становништва 2011. у општини је живело 6.743 становника.
| 1936. | 1951. | 1961. | 1971. | 1981. | 1991. | 2001. | 2011. |
| ----- | ----- | ----- | ----- | ----- | ----- | ----- | ----- |
| 7.611 | 7.702 | 6.742 | 5.886 | 5.927 | 5.847 | 6.028 | 6.743 |

## Партнерски градови
- Маркт Швабен